# Børnehavebørn
|  | Denne artikel er oprettet af botten PalnaBot ud fra en ekstern database. Den kan derfor have sproglige fejl eller mangler. Denne skabelon kan fjernes efter kontrol af indholdet. |

Børnehavebørn er en dokumentarfilm instrueret af Lise Roos efter eget manuskript.

## Handling
I 1983 lavede Lise Roos filmen Kan man klippe i vand?. I samarbejde med en børnehave lavede instruktøren et eksperiment, hvor det stramme tidsskema og legetøjet blev fjernet. I en periode oplevede børn og pædagoger hverdagen på en ny måde. I forlængelse af filmen lavede instruktøren fire kortere, tematiske film: »Samspil. 10 situationer med børn og voksne«, »Far, mor og børn. Noget om rollelege«, »Tumlerier. Et studie i bevægelse« samt »Thomas og hans tempo. Et udviklingsforløb«. Disse fire film er her samlet på video.